# Packard Executive
L’Executive è un'autovettura costruita dalla Studebaker-Packard Corporation nel 1956.

## Il contesto

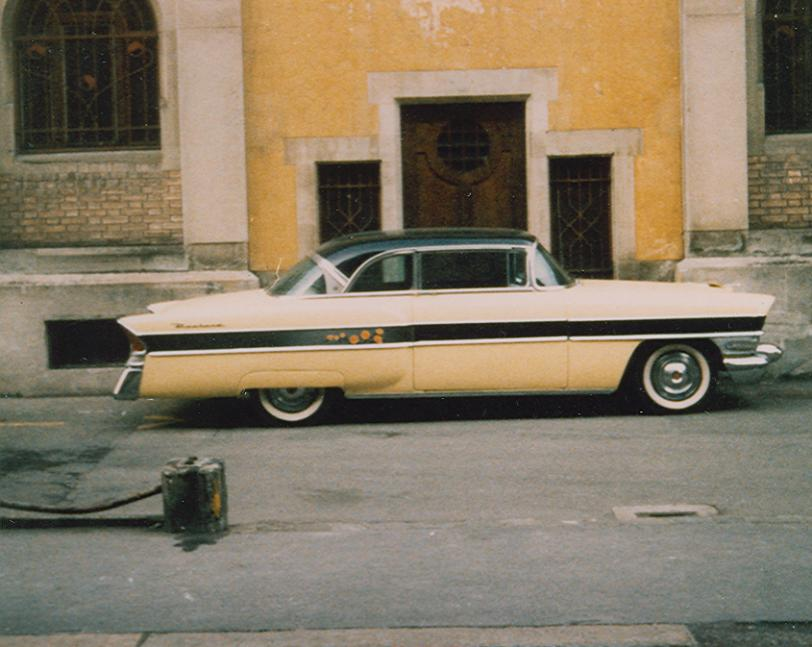
Vista laterale

Fu introdotta il 5 marzo 1956 per occupare, nella gamma di vetture offerte, una posizione intermedia tra i modelli più lussuosi prodotti dalla Packard e quelli più economici della Clipper. Questo fu il primo anno in cui le Clipper erano fabbricate come marchio automobilistico a sé stante, dato che fino al 1955 erano commercializzate come Packard. L'Executive sostituì l'intera linea di veicoli della Clipper Custom quando quest'ultima non fu più prodotta, e ricevette come numero di serie 5670: fu offerta in sole due versioni, hard-top due porte (numero di serie 5677) e berlina quattro porte (numero di serie 5672).
La Custom quattro porte berlina, che era la Clipper più costosa, era venduta a 3.065 dollari, mentre l'Executive berlina aveva un prezzo di 3,465 dollari e l'Executive due porte hard-top costava 3.560 dollari. Per una Patrician, che era al top della gamma, si dovevano invece spendere 4.160 dollari.
L'Executive era venduta con lo slogan “enter the luxury car class now – at a modest investment” (cioè “entra nel mondo delle auto di lusso adesso – con un modesto investimento”) ed era destinata, secondo una frase pubblicitaria dell'epoca, a "the young man on the way up" (“il giovane sulla strada della scalata”).
Durante il breve periodo di produzione del modello (da marzo a giugno del 1956), furono costruiti in totale 2.779 esemplari, di cui 1.031 hard-top due porte e 1.748 berline quattro porte.

## Caratteristiche tecniche

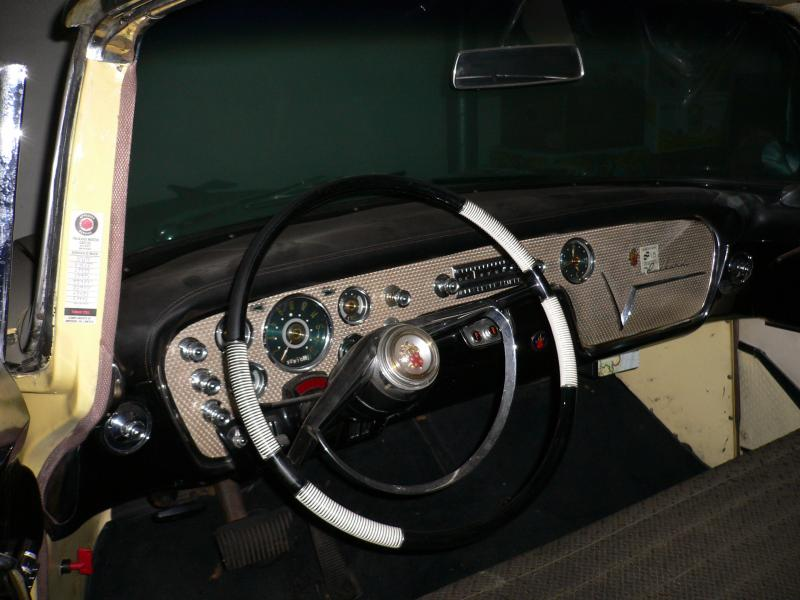
Interni

Il modello fu creato combinando il corpo vettura della Clipper Custom (completo del caratteristico design dei fari posteriori) con alcune parti delle Packard più lussuose, come i parafanghi anteriori, la capote e la griglia del radiatore. Comuni alla Clipper Custom ci furono anche il passo di 3100 mm ed il motore. Quest'ultimo era un V8 a valvole in testa da 5,8 L di cilindrata e 275 CV di potenza. I propulsori installati sulle altre Packard prodotte nel 1956 invece avevano caratteristiche differenti, infatti possedevano una cilindrata di 6,1 L e sviluppavano 295 CV di potenza (310 CV per la Caribbean)
Oltre che dalla peculiare griglia e dal particolare design della parte posteriore della vettura (che contraddistinguevano anche le Packard più lussuose), le Executive si differenziavano dalle Clipper da un particolare disegno della fiancata, con richiami alle Packard di fascia superiore, che permetteva la verniciatura bicolore. Gli interni e la strumentazione derivavano invece dalle Clipper.

## La fine della produzione
Il modello non vendette molto e contribuì a peggiorare la situazione della Packard. Già al tempo del suo lancio, i media iniziarono a riportare notizie sui bassi volumi di vendite e sui guai finanziari della Studebaker-Packard Corporation. I mezzi di informazione riferirono anche di una possibile soppressione del marchio Packard, e quest'ultima voce segnò profondamente il destino della Casa automobilistica di Detroit e dei suoi modelli. Gli acquirenti infatti non volevano possedere una vettura “orfana” dove, per esempio, i pezzi di ricambio non sarebbero stati disponibili per lungo tempo presso i concessionari. Questo portava, tra l'altro, ad una diminuzione del valore della vettura. Oltre a questo, Henney, il carrozziere che fabbricava i corpi vettura delle Executive, ebbe guai finanziari e di conseguenza la fornitura fu a rischio.
La produzione delle vetture Packard e Clipper negli stabilimenti storici di Detroit cessò il 25 giugno 1956 con la chiusura del sito produttivo. I modelli con marchio Packard successivi, venduti nel 1957 e nel 1958, furono assemblati nelle fabbriche di South Bend, che erano di proprietà della Studebaker. Erano fortemente basati sulle vetture di quest'ultima Casa automobilistica, tanto che erano soprannominati Packardbaker.